# Karmiōtissa Panō Polemidiōn
Il Karmiotissa Pano Polemidion, meglio noto come Karmiotissa, è una società calcistica cipriota con sede nella città di Katō Polemidia, che milita nella Divisione A cipriota, la massima divisione del campionato cipriota.

## Storia
Fondata nel 1979 come Karmiotissa Pano Polemidion.

## Allenatori e presidenti
| Allenatori - 2015-oggi Liasos Louka | Presidenti - 2015-oggi ? |

## Palmarès

### Competizioni nazionali
- B' Katīgoria: 2

2019-2020, 2021-2022
- G' Katīgoria: 1

2012-2013

## Organico

### Rosa 2024-2025
| N. |                           | Ruolo | Calciatore                 |
| -- | ------------------------- | ----- | -------------------------- |
| 1  | Cipro (bandiera)          | P     | Alexander Matija Spoljaric |
| 2  | Cipro (bandiera)          | D     | Evangelos Meletiou         |
| 3  | Cipro (bandiera)          | C     | Dimitris Avraam            |
| 4  | Suriname (bandiera)       | D     | Dion Malone (capitano)     |
| 5  | Cipro (bandiera)          | D     | Stephanos Mouktarīs        |
| 6  | Spagna (bandiera)         | C     | José Ángel Pozo            |
| 7  | Costa d'Avorio (bandiera) | C     | Aboubacar Doumbia          |
| 8  | Cipro (bandiera)          | C     | Andreas Neofytou           |
| 11 | Marocco (bandiera)        | C     | Karim Loukili              |
| 13 | Cipro (bandiera)          | C     | Konstantinos Michail       |
| 15 | Cipro (bandiera)          | D     | Stylianos Panteli          |
| 16 | Grecia (bandiera)         | C     | Stauros Tsoukalas          |
| 20 | Svizzera (bandiera)       | A     | Karim Rossi                |
| 22 | Grecia (bandiera)         | P     | Giannīs Anestīs            |

| N. |                        | Ruolo | Calciatore           |
| -- | ---------------------- | ----- | -------------------- |
| 24 | Romania (bandiera)     | C     | Răzvan Grădinaru     |
| 25 | Paesi Bassi (bandiera) | D     | Lars Nieuwpoort      |
| 27 | Rep. Ceca (bandiera)   | D     | Stefan Simic         |
| 28 | Cipro (bandiera)       | D     | Aggelīs Charalampous |
| 33 | Austria (bandiera)     | P     | Daniel Antosch       |
| 42 | Paesi Bassi (bandiera) | C     | Samir Ben Sallam     |
| 70 | Cipro (bandiera)       | A     | Andreas Katsantonis  |
| 71 | Serbia (bandiera)      | D     | Bojan Kovačević      |
| 75 | Cipro (bandiera)       | C     | Nikolas Mattheou     |
| 81 | Cipro (bandiera)       | A     | Dimitris Stavrou     |
| 88 | Paesi Bassi (bandiera) | C     | Joey Suk             |
|    | Cipro (bandiera)       | D     | Nikos Englezou       |
|    | Cipro (bandiera)       | D     | Mīnas Antōniou       |
|    | Cipro (bandiera)       | D     | Kypros Christoforou  |